# Arsenura pandora
Arsenura pandora là một loài bướm đêm thuộc họ Saturniidae. Nó được tìm thấy ở Brasil.